# Étoile à baryum
Une étoile à baryum est une géante rouge de type spectral G ou K dont le spectre indique une surabondance d'éléments chimiques issus du processus s à travers la présence de la raie Ba II à λ = 455,4 nm du baryum ionisé une fois Ba+.
Ces étoiles présentent également des caractéristiques spectrales du carbone à travers les raies du méthylidyne CH, du cyanogène CN et du carbone diatomique C2 (raies de Swan pour ce dernier).
L'étude de leur vitesse radiale indique que ce sont toujours des étoiles binaires,,, tandis que leur étude dans l'ultraviolet par l’International Ultraviolet Explorer a permis d'identifier dans les années 1990 la présence de naines blanches dans certains de ces systèmes. On pense que les étoiles à baryum sont le résultat d'un transfert de masse — sous l'effet du vent stellaire notamment — au sein d'un système binaire d'une étoile carbonée de la branche asymptotique des géantes (AGB) vers une étoile de la séquence principale, qui se trouve de ce fait enrichie en carbone et en éléments synthétisés par son compagnon : après que ce transfert est terminé, l'étoile carbonée devient une naine blanche tandis que l'étoile de la séquence principale devient la géante rouge enrichie en carbone, baryum et autres éléments issus d'une nucléosynthèse stellaire par capture neutronique lente (processus s) qu'on observe aujourd'hui,.
Au cours de son évolution, une étoile à baryum est susceptible d'être plus grosse et plus froide qu'une étoile de type spectral G ou K, d'où un type spectral M mais avec une surabondance en éléments synthétisés par processus s qui lui confèrent une signature spectrale riche en zirconium Zr et monoxyde de zirconium ZrO, ce qui en fait une étoile de type S « extrinsèque ».
Les étoiles à baryum sont classée avec un indice positif allant de Ba1 à Ba5, où Ba5 correspond à une étoile dont les raies du baryum sont les plus marquées. Les étoiles Ba1 et Ba2 sont dites « mild Ba », c'est-à-dire que l'enrichissement en baryum est léger par rapport à une géante normale. Un certain nombre de géantes présentent des anomalies en baryum encore plus légères, si tant est qu'elles aient un enrichissement en éléments issus du processus s. Parfois désignées sous l'indice « Ba0 », ce sont généralement les étoiles les plus massives et elles pourraient être en fait des géantes lumineuses, voire des supergéantes, dont les raies du baryum apparaissent renforcées simplement parce que leur luminosité est plus importante.

## Exemples
Zeta Capricorni, HR 774 et HR 4474 sont des étoiles à baryum.